# Distretto di Charikar
Il distretto di Chaharikar è un distretto dell'Afghanistan appartenente alla provincia del Parvan.